# Wink First Live Shining Star
『Wink First Live Shining Star』（ウィンク・ファースト・ライブ・シャイニング・スター）は、1990年5月25日に発売されたWinkのライブ・アルバムである。発売元はポリスター。
Winkの「Shining Star Concert Tour」のうち、1990年1月20日に宮城県民会館で行われた仙台公演と、同月22日に磐田市民文化会館で行われた浜松公演から収録したもの。
同年7月16日には同タイトルのライブ映像（VHS、およびLD）がリリースされている。

## 収録曲
| #   | タイトル                                       | 作詞 | 作曲・編曲 |
| --- | ---------------------------------------------- | ---- | ---------- |
| 1.  | 「Sugar Baby Love」                            |      |            |
| 2.  | 「愛が止まらない 〜Turn It Into Love〜」       |      |            |
| 3.  | 「風の前奏曲」                                 |      |            |
| 4.  | 「Joanna」                                     |      |            |
| 5.  | 「冬のフォトグラフ」                           |      |            |
| 6.  | 「アマリリス」                                 |      |            |
| 7.  | 「One Night In Heaven 〜真夜中のエンジェル〜」 |      |            |
| 8.  | 「夜間飛行」                                   |      |            |
| 9.  | 「淋しい熱帯魚」                               |      |            |
| 10. | 「素敵にHappy Birthday」                       |      |            |
| 11. | 「Shining Star」                               |      |            |